# Zuckerfabrik Güstrow

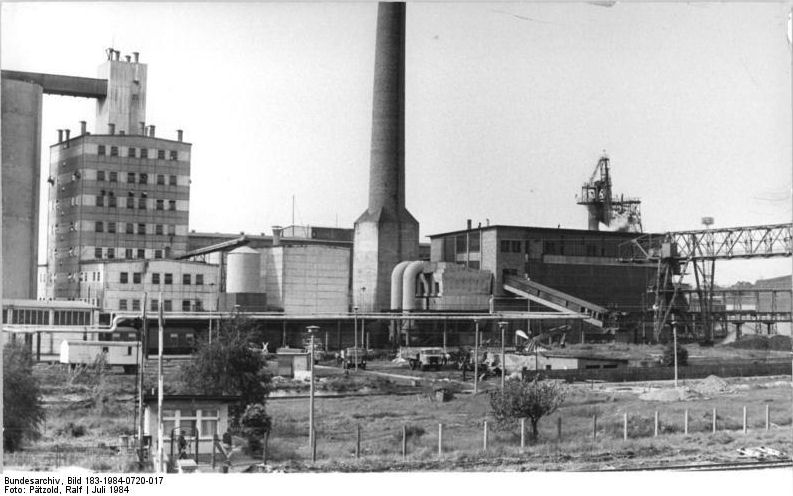
Zuckerfabrik im Jahr 1984

Die Zuckerfabrik Güstrow AG (vollständiger Name: VEB Zuckerfabrik Güstrow, ab 1965 VEB Zuckerfabrik Nordkristall Güstrow) war eine Zuckerfabrik im Osten von Güstrow. Sie bestand von 1960 bis 31. Januar 2008 an der Verbindungschaussee in Primerburg.
Im Jahr 1957 wurde in hier – im Osten der Stadt im ehemaligen Areal des Heereszeugamtes – mit dem Bau einer neuen Fabrik begonnen, die am 1. Juli 1960 ihren Betrieb aufnahm. Im Jahr 1965 erfolgte die Vereinigung mit den Zuckerfabriken von Lübz und Tessin zum VEB Zuckerfabrik Nordkristall Güstrow, der ab 1984 zum Kombinat Zucker gehörte. Bis zum Jahr 1989 steigerte man die Tagesmenge von 2000 auf 3500 Tonnen Zuckerrüben. 1991 wurde die Fabrik von der Zucker-Aktiengesellschaft Uelzen-Braunschweig übernommen und bis 1994 modernisiert. Danach konnten 8000 Tonnen Zuckerrüben pro Tag verarbeitet werden.
Aufgrund der EU-Zuckermarktreform wurde das von der Nordzucker AG betriebene Werk im Jahr 2008 geschlossen, demontiert und danach abgerissen. In der letzten Zuckerkampagne im Jahr 2007 wurden 1,092 Millionen Tonnen Zuckerrüben zu 750.000 Tonnen Zucker verarbeitet. Von der Schließung waren zirka 100 Beschäftigte betroffen. Die Mehrzahl wurde an andere Standorte versetzt.
Seit dem vollständigen Abriss im Jahr 2009 befindet sich auf dem ehemaligen Fabrikgelände eine Grünfläche.

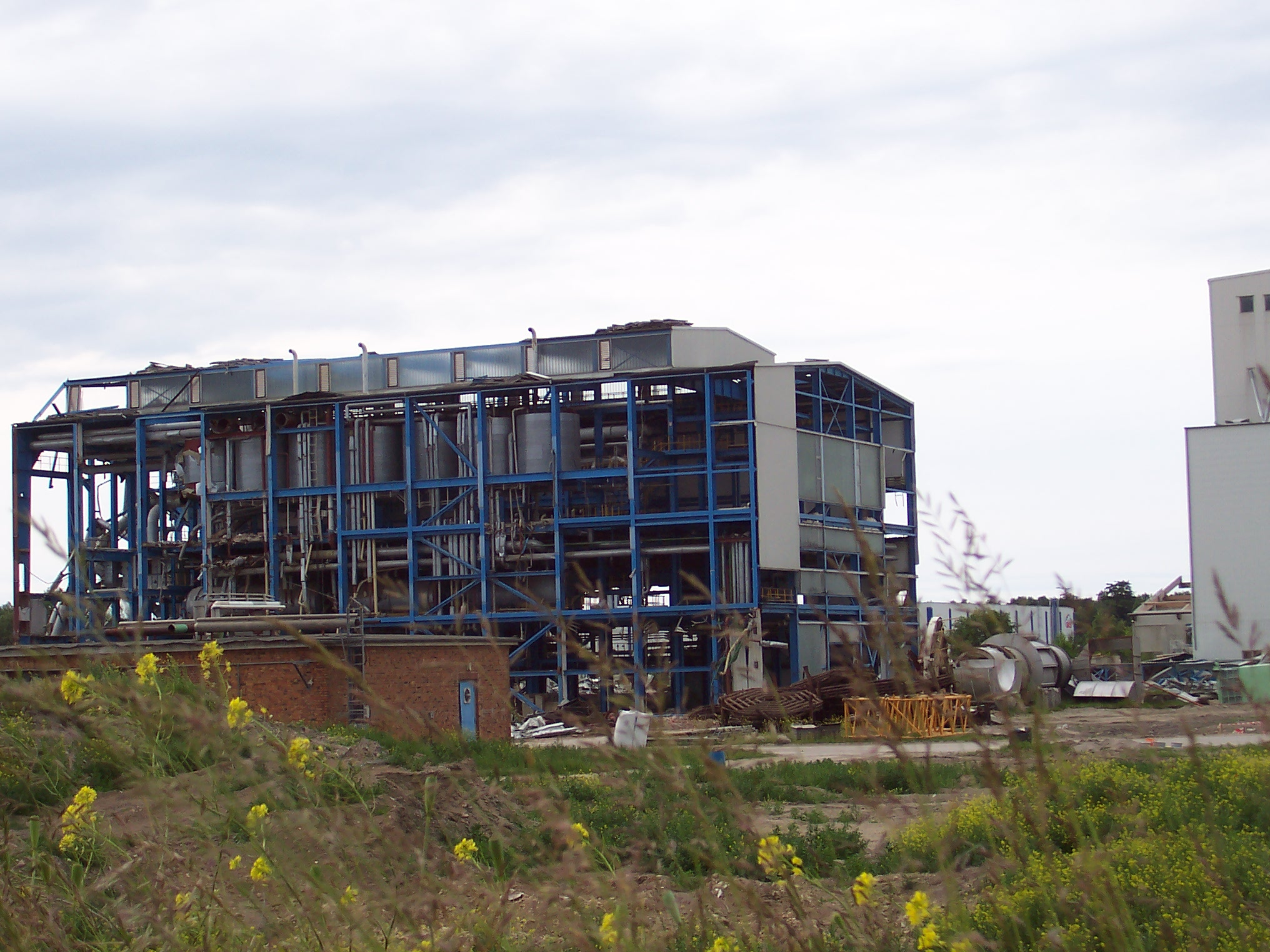
Zuckerfabrik, 6. Juni 2009
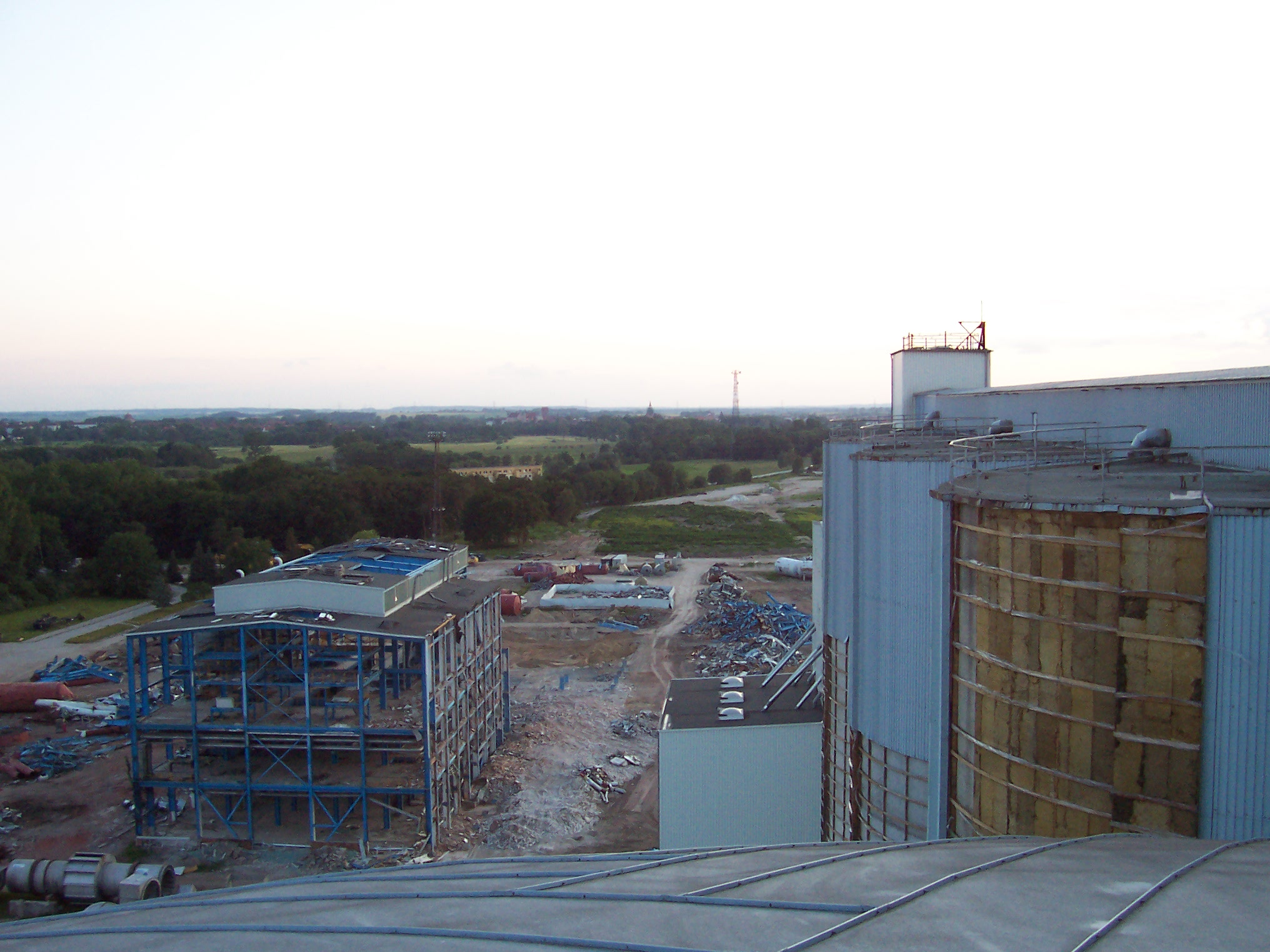
Während des Abrisses, 6. Juni 2009

## Vorherige Zuckerfabrik in Güstrow

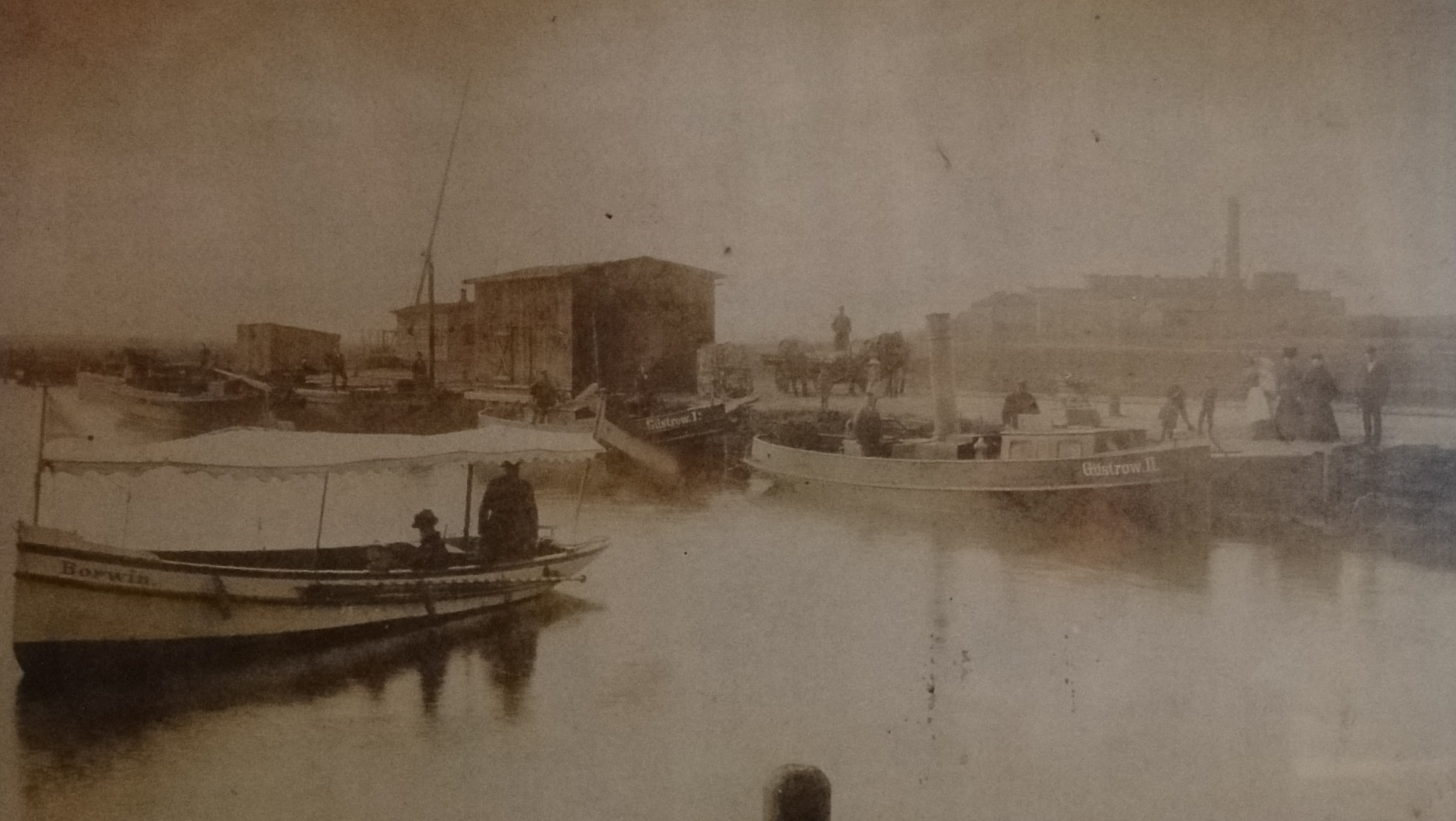
Zuckerfabrik Güstrow AG 1896

Bereits in den Jahren von 1883 bis 1929 bestand eine Zuckerfabrik in Güstrow. Sie befand sich in der Speicherstraße in der Nähe des Bahnhofs und des Hafens sowie am später erbauten Bützow-Güstrow-Kanal. Ermöglicht wurde die Finanzierung durch den Zusammenschluss von Gutsbesitzern und Landwirten, die die Zuckerfabrik Güstrow AG gründeten, deren Bau 1881 begonnen wurde. Die Eröffnung erfolgte im Oktober 1883.
Der Betrieb lief zunächst über 13 Dampfmaschinen, doch nach 1900 erfolgte die Umrüstung auf elektrische Antriebe. Anfangs konnten 500 Tonnen Zuckerrüben am Tag verarbeitet werden, später 700. Der so erzeugte Rohzucker wurde von einer externen Raffinerie weiterverarbeitet. Der Bützow-Güstrow-Kanal ermöglichte einen eigenen Rübenhafen, der aber später verlandete. Im Jahr 1912 wurde eine Kartoffelflockenfabrik ergänzt. Am 28. Oktober 1929 kam es zu einem Großbrand, der mutmaßlich in der Schnitzeltrocknungsanlage ausbrach und das Hauptgebäude der Zuckerfabrik zerstörte, so dass die 250 Beschäftigten arbeitslos wurden. Die Aktionärsversammlung zu Beginn des Jahres 1930 entschied sich gegen den Wiederaufbau. Einzig eine Zuckerrübenannahme wurde wiederhergestellt und noch bis 1945 weiterbetrieben. Sie diente als Zulieferer für die Zuckerfabrik Rostock.